# داريل هنتر
داريل هنتر (بالإنجليزية: Darrell Hunter)‏ هو لاعب كرة قدم أمريكية ولاعب كرة القدم الكندية أمريكي، ولد في 29 نوفمبر 1983 في ميدلتاون في الولايات المتحدة.

## وصلات خارجية
- داريل هنتر على موقع مرجع كرة القدم المحترفة.كوم (الإنجليزية)
- داريل هنتر على موقع JustSportsStats.com (الإنجليزية)